# Cicindela talychensis
Cicindela (Cicindela) talychensis – gatunek chrząszcza z rodziny biegaczowatych i podrodziny trzyszczowatych.
Takson ten został opisany w 1846 roku przez Maximiliena Chaudoira. Lokalizacją typową jest azerbejdżański Lenokran. Traktowany był jako odmiana Cicindela desertorum pod nazwą Cicindela desertorum var. talychensis. Obecnie klasyfikowany jako samodzielny gatunek w podrodzaju nominatywnym.
Chrząszcz palearktyczny, zasiedlający Tałysz. Wykazany z Azerbejdżanu i Iranu, w tym z ostanu Ardabil.
Wyróżnia się dwa podgatunki tego trzyszcza:
- Cicindela talychensis mofidii Deuve, 2011
- Cicindela  talychensis talychensis Chaudoir, 1846